# Casino Music
Casino Music est un groupe français de pop et new wave, originaire de Saint-Mandé, dans le Val-de-Marne, actif entre 1978 et 1981. Durant son existence, il est formé par Gilles Riberolles et Eric Weber, et signé sur le label new-yorkais ZE Records.

## Biographie

### Débuts etAmour sauvage
À la fin des années 1970, Gilles Riberolles et Eric Weber, amis de lycée, partageaient une maison à Saint-Mandé, près du bois de Vincennes. La cave est vite transformée en studio de répétition. Didier Esteban, le frère de Michel Esteban, patron du concept-store Harry Cover, des Halles, et cofondateur du label new-yorkais ZE Records, et Philippe Chany qui composera plus tard le hit C'est la ouate pour Caroline Loeb, les rejoignent dans la première formule d’un groupe qui deviendra Casino Music. Le groupe est alors managé par Alain Wais, critique musical au journal Le Monde, sort un premier single Burger City/ Viol AF015 en 1978 sur Vid Ordur, le label d'Alain Maneval, animateur radiophonique parisien. De son côté, Gilles Riberolles est journaliste au magazine Best.
Michel Esteban convainc le groupe à signer sur ZE Records, à la clé un enregistrement à New York, aux Blank Tapes Studios, Chris Stein le leader du groupe Blondie à la production avec qui entre-temps Riberolles s’est lié d’amitié. Casino est alors composé de Gilles Riberolles guitare et chant, Eric Weber à la basse, Jean-Michel Lemeur à la batterie et Anatole Mundi aux claviers. Viennent se joindre aux quatre français, les New-Yorkais Allen Wentz aux synthétiseurs, Chris Stein fait quelques solo de guitare, Tom Malone le trombone et saxophone des Blues Brothers arrange les cuivres, Ron Rogers au piano et aux percussions. Les cœurs sont assurés par Christine Wilshire membre de Aural Exciters, de Mary Seymour et Gina Tharps. Cristina vient faire un caméo, alors que Gilles lui rent la pareille sur La Poupée qui fait non produit par August Darnell.
L'album est mixé aux Compass Point Studios à Nassau, Bahamas par le boss d’Island Records Chris Blackwell qu'Esteban réussit à convaincre. Steven Stanley, ingénieur du son du Mambau Nassau de Lizzy Mercier Descloux, et futur membre de Tom Tom Club, est derrière la console. Pour la pochette, Esteban fait venir une de ses connaissances, Richard Brenstein le responsable de toutes les couvertures du magazine Interview d'Andy Warhol. L’album sort en 1979 en version française (Amour sauvage) et anglaise (Jungle Love). Malgré un très bon accueil critique, l'album distribué dans toute l'Europe et au Japon et des concerts parisiens du groupe avec Blondie ou les B52 au Palace, les ventes seront décevantes.

### Séparation et postérité
En 1981, Esteban produira un dernier single avec Casino Music : Go Go Word, encore hardcore, et une reprise du hit The Beat Goes on de Sonny and Cher.
En 2010, ZE Records réédite l'album Jungle Love pour le marché japonais, distribué par P.Vines Records avec toutes les versions françaises, anglaises du premier album ainsi que toutes les versions du dernier single et des inédits enregistrés aux Compass Point Studios. En juin 2011, 32 ans plus tard après la séparation du groupe, Frédéric Sanchez, ingénieur du son des défilés des plus grandes marques de prêt à porter, sélectionne Casino Music dans la playlist de l'été de Vogue.

## Discographie

### Albums studio
- 1979 : Amour sauvage (ZE Records)
- 2010 : Jungle of Love (ZE Records, import japonais) (compilation)

### Singles
- 1978 : Burger City / Viol AF 015 (Vid' Ordur)
- 1981 : Go Go Word, encore hardcore / The Beat Goes on (ZE Records)